# 萩ものしり博士検定
萩ものしり博士検定（はぎものしりはかせけんてい）は、萩市で開催されるご当地検定。2005年11月27日に初の検定が行われた。山口県初のご当地検定である。

## 検定目的
萩市のことをより広く・深く知るための検定。

## 試験内容
「まちじゅうにある豊かな自然や歴史、文化のおたからと、それにまつわる物語」について出題される。公式テキストから出題される。

## 検定種類
| 種類     | 受験資格                   | 受験料(税込) | 出題形式         | 問題数 | 合格基準     | 試験時間 |
| 修士試験 | 萩を愛する方ならどなたでも | 1000円       | 択一式のみ       | 100問  | 80問以上正解 | 60分     |
| 博士試験 | 修士合格者                 | 2000円       | 択一式及び記述式 | 100問  | 80問以上正解 | 90分     |

## 合格者の特典
修士合格者は認定証が授与され、認定バッジが進呈されるほか、修士限定特別講演会に招待される。
博士合格者は認定証の授与・認定バッジの進呈のほか、博士限定特別講演会への招待、萩博での博士限定特別ギャラリートークへの招待があり、萩まちじゅう博物館まちかど解説員に任命される。

## テキスト
萩まちじゅう博物館 萩ものしり博士検定実行委員会 による出版の「萩ものしり博士」（税込1,500円）。萩市内の書店や萩博物館で入手できる。